# 派恩波因特 (明尼蘇達州)
派恩波因特（英語：Pine Point）是位於美國明尼蘇達州貝克縣派恩波因特鎮區的一個普查規定居民點。

## 人口
根據2020年美國人口普查的數據，派恩波因特的面積為10.67平方千米，當中陸地面積為9.32平方千米，而水域面積為1.35平方千米。當地共有人口281人，而人口密度為每平方千米26.34人。